# Zachęcający Niedźwiedź
Zachęcający Niedźwiedź (ang. Encouraging Bear), również Horn Chips (w jęz. lakota: Ptehé Wóptuȟ’a) (ur. 1824 niedaleko Fort Teton, zm. 1913 lub 1916) – uzdrowiciel pochodzący z plemienia Oglala, duchowy doradca Szalonego Konia.

## Życiorys
We wczesnym dzieciństwie został osierocony i wychowany przez babcię, następnie wychowywał go wujek, Szalony Koń.
Mówiono, że Zachęcający Niedźwiedź miał dar prorokowania, potrafił zmieniać pogodę, znajdować zagubione przedmioty i zaginionych ludzi. Jest również uznany uznawany za człowieka, który uratował tradycyjną religię Lakota przed wyginięciem. Dzięki niemu popularniejsza stała się ceremonia uzdrawiania zwana yuwipi.
Był naocznym świadkiem śmierci Szalonego Konia w roku 1877, gdy ten został dźgnięty bagnetem przez amerykańskiego żołnierza. Zachęcający Niedźwiedź pochował swojego wujka i był jedyną osobą, która wiedziała, gdzie dokładnie leży jego ciało.
Miał żonę i czworo dzieci, a na krótko przed śmiercią przeszedł na katolicyzm.

## Artykuły
- Hirschfelder, Arlene, and Molin, Paulette. Encyclopedia of Native American * Religions: An Introduction. (New York: Facts on File, 1992)